# KBS2
KBS2, скор. «Кей-Бі-Ес 2» (ханг.: KBS 제2텔레비전) — це безкоштовний південнокорейський телеканал, що належить Корейській радіомовній системі (англ. KBS). Його програма в основному складається з дорам та розважальних шоу. KBS2 є результатом примусового злиття TBC з KBS в 1980 році.

## Історія
В кінці 1964 року заснований як DTV Seoul. У період 1965—1966 роки відомий як Joongang Broadcasting System
З 1966 до 1980 року це Tongyang Broadcasting Corporation (TBC), коли відбулося злиття з телекомпанією KBS.
З 2013 року та наступні роки частка аудиторії каналу KBS2 — 24,1 %.